# 824年
| 千纪： | 1千纪                                                                                            |
| 世纪： | 8世纪 \| 9世纪 \| 10世纪                                                                         |
| 年代： | 790年代 \| 800年代 \| 810年代 \| 820年代 \| 830年代 \| 840年代 \| 850年代                        |
| 年份： | 819年 \| 820年 \| 821年 \| 822年 \| 823年 \| 824年 \| 825年 \| 826年 \| 827年 \| 828年 \| 829年  |
| 纪年： | 甲辰年（龙年）；唐長慶四年；南诏保和元年；吐蕃彝泰十年；日本弘仁十五年，天長元年；渤海国建兴六年 |

## 大事记
- 唐穆宗長子李湛繼位唐朝第16代皇帝（除去武則天以外），是為唐敬宗。

## 逝世
- 韩愈，唐朝文学家
- 唐穆宗李恒，唐朝第15代皇帝（除去武則天以外）。
- 8月5日－平城天皇，日本第51代天皇